# Liste der Stolpersteine in Falkenstein/Vogtl.

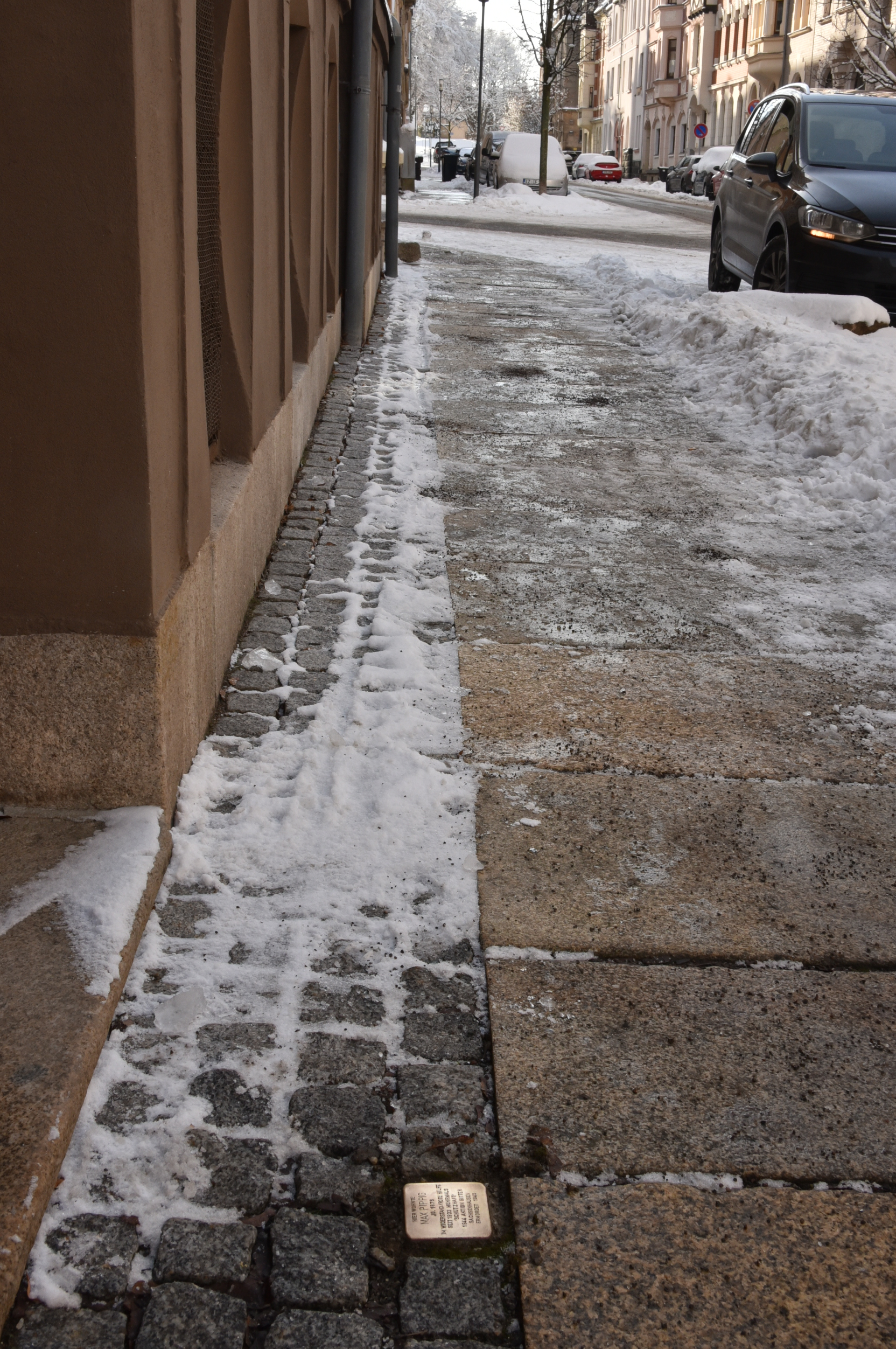
Stolperstein in Falkenstein/Vogtl.

Die Liste der Stolpersteine in Falkenstein/Vogtl. enthält die Stolpersteine, die in der sächsischen Stadt Falkenstein/Vogtl. verlegt worden sind. Stolpersteine erinnern an das Schicksal der Menschen, die von den Nationalsozialisten ermordet, deportiert, vertrieben oder in den Suizid getrieben wurden. Die Stolpersteine wurden von Gunter Demnig konzipiert und verlegt. Sie liegen im Regelfall vor dem letzten selbstgewählten Wohnsitz des Opfers.
Die ersten Verlegungen in Falkenstein/Vogtl. fanden am 15. Juli 2013 statt. 15 weitere Steine wurden am 8. Mai 2024 in das Straßenpflaster eingelassen. Gunter Demnig nahm die Verlegungen persönlich vor.

## Verlegte Stolpersteine
In Falkenstein/Vogtl. wurden 19 Stolpersteine an sieben Standorten verlegt.
| Bild | Name                      | Adresse                        | Verlegedatum  | Inschrift | Anmerkung                                      |
| --- | ------------------------- | ------------------------------ | ------------- | --- | ---------------------------------------------- |
| Bild gesucht Der Benutzer GeorgDerReisende ( Diskussion ) wünscht sich an dieser Stelle ein Bild vom Ort mit diesen Koordinaten 50.47711 12.36221 . Motiv: August-Bebel-Straße 53: die Stolpersteine für die Familie Balbus, die Lage und das Haus Falls du dabei helfen möchtest, erklärt die Anleitung , wie das geht. BW       | Gecel Hans Balbus         | August-Bebel-Straße 53 ·       | 8. Mai 2024   | HIER WOHNTE GECEL HANS BALBUS JG. 1876 'SCHUTZHAFT' 1938 KZ BUCHENWALD ZWANGSUMZUG 5.3.1942 JUDENHAUS / PLAUEN FLUCHT IN DEN TOD 7.3.1942            |                                                |
| Bild gesucht Die Wikipedia wünscht sich an dieser Stelle ein Bild vom hier behandelten Ort. Falls du dabei helfen möchtest, erklärt die Anleitung , wie das geht. BW | Solomea Rachel Balbus     | August-Bebel-Straße 53 ·       | 8. Mai 2024   | HIER WOHNTE SOLOMEA RACHEL BALBUS GEB. GERNREICH JG. 1881 ZWANGSUMZUG 5.3.1942 JUDENHAUS / PLAUEN DEPORTIERT 1942 GHETTO BELZYCE ERMORDET            |                                                |
| Bild gesucht Die Wikipedia wünscht sich an dieser Stelle ein Bild vom hier behandelten Ort. Falls du dabei helfen möchtest, erklärt die Anleitung , wie das geht. BW | Sophie Balbus             | August-Bebel-Straße 53 ·       | 8. Mai 2024   | HIER WOHNTE SOPHIE BALBUS JG. 1916 ZWANGSUMZUG 5.3.1942 JUDENHAUS / PLAUEN DEPORTIERT 1942 GHETTO BELZYCE ERMORDET                                   |                                                |
| Bild gesucht Der Benutzer GeorgDerReisende ( Diskussion ) wünscht sich an dieser Stelle ein Bild vom Ort mit diesen Koordinaten 50.463752 12.3596 . Motiv: Brandstraße 40: der Stolperstein für Oskar Hölzel, die Lage und das Haus Falls du dabei helfen möchtest, erklärt die Anleitung , wie das geht. BW                      | Oskar Hölzel              | Brandstraße 40 ·               | 15. Juli 2013 | HIER WOHNTE OSKAR HÖLZEL JG. 1880 IM WIDERSTAND / KPD VERHAFTET 1933 SACHSENBURG ENTLASSEN 1937 1944 AKTION GITTER SACHSENHAUSEN ERMORDET APRIL 1945 | In Falkenstein trägt eine Straße seinen Namen. |
| Bild gesucht Der Benutzer GeorgDerReisende ( Diskussion ) wünscht sich an dieser Stelle ein Bild vom Ort mit diesen Koordinaten 50.480849 12.375493 . Motiv: Ellefelder Straße 48: der Stolperstein für Paul Popp, die Lage und das Haus Falls du dabei helfen möchtest, erklärt die Anleitung , wie das geht. BW                 | Paul Popp                 | Ellefelder Straße 48 ·         | 15. Juli 2013 | |                                                |
| Bild gesucht Der Benutzer GeorgDerReisende ( Diskussion ) wünscht sich an dieser Stelle ein Bild vom Ort mit diesen Koordinaten 50.47521 12.36521 . Motiv: Ferdinand-Lassalle-Straße 22: die Stolpersteine für die Familie Kaplan, die Lage und das Haus Falls du dabei helfen möchtest, erklärt die Anleitung , wie das geht. BW | David Meier Kaplan        | Ferdinand-Lassalle-Straße 22 · | 8. Mai 2024   | HIER WOHNTE DAVID MEIER KAPLAN JG. 1899 'SCHUTZHAFT' 1938 KZ BUCHENWALD FLUCHT 1939 BELGIEN VERHAFTET 1940 ST. GILLES INTERNIERT GURS Überlebt       |                                                |
| Bild gesucht Die Wikipedia wünscht sich an dieser Stelle ein Bild vom hier behandelten Ort. Falls du dabei helfen möchtest, erklärt die Anleitung , wie das geht. BW | Feiga Ida Kaplan          | Ferdinand-Lassalle-Straße 22 · | 8. Mai 2024   | HIER WOHNTE FEIGA IDA KAPLAN GEB. SEGAL JG. 1894 ZWANGSUMZUG 1939 JUDENHAUS/PLAUEN FLUCHT 1939 BELGIEN ÜBERLEBT                                      |                                                |
| Bild gesucht Die Wikipedia wünscht sich an dieser Stelle ein Bild vom hier behandelten Ort. Falls du dabei helfen möchtest, erklärt die Anleitung , wie das geht. BW | Marie Kaplan              | Ferdinand-Lassalle-Straße 22 · | 8. Mai 2024   | HIER WOHNTE MARIE KAPLAN JG. 1921 ZWANGSUMZUG 1939 JUDENHAUS/PLAUEN FLUCHT 1939 BELGIEN DEPORTIERT 1942 GHETTO RIGA 1944 KZ STUTTHOF ERMORDET        |                                                |
| Bild gesucht Die Wikipedia wünscht sich an dieser Stelle ein Bild vom hier behandelten Ort. Falls du dabei helfen möchtest, erklärt die Anleitung , wie das geht. BW | Anna Kaplan               | Ferdinand-Lassalle-Straße 22 · | 8. Mai 2024   | HIER WOHNTE ANNA KAPLAN VERH. BACKMANN JG. 1923 ZWANGSUMZUG 1938 JUDENHAUS/PLAUEN FLUCHT 1939 BELGIEN DEPORTIERT 1942 AUSCHWITZ ERMORDET             |                                                |
| Bild gesucht Die Wikipedia wünscht sich an dieser Stelle ein Bild vom hier behandelten Ort. Falls du dabei helfen möchtest, erklärt die Anleitung , wie das geht. BW | Lilli Kaplan              | Ferdinand-Lassalle-Straße 22 · | 8. Mai 2024   | HIER WOHNTE LILLI KAPLAN JG. 1925 ZWANGSUMZUG 1938 JUDENHAUS/PLAUEN FLUCHT 1939 BELGIEN DEPORTIERT 1942 AUSCHWITZ ERMORDET                           |                                                |
| | Louis Müller              | Louis-Müller-Straße 28 ·       | 15. Juli 2013 | HIER WOHNTE LOUIS MÜLLER JG. 1885 IM WIDERSTAND / KPD MEHRMALS 'SCHUTZHAFT' ZULETZT 1941 1944 AKTION GITTER SACHSENHAUSEN TOT 20.11.1944             | In Falkenstein trägt eine Straße seinen Namen. |
| Bild gesucht Der Benutzer GeorgDerReisende ( Diskussion ) wünscht sich an dieser Stelle ein Bild vom Ort mit diesen Koordinaten 50.4759 12.36505 . Motiv: Pestalozzistraße 17: die Stolpersteine für die Familie Chojnacki, die Lage und das Haus Falls du dabei helfen möchtest, erklärt die Anleitung , wie das geht. BW        | Mosche Moritz Chojnacki   | Pestalozzistraße 17 ·          | 8. Mai 2024   | HIER WOHNTE MOSCHE MORITZ CHOJNACKI JG. 1884 'POLENAKTION' 1938 1939 Ghetto Lodz ERMORDET 1943                                                       |                                                |
| Bild gesucht Die Wikipedia wünscht sich an dieser Stelle ein Bild vom hier behandelten Ort. Falls du dabei helfen möchtest, erklärt die Anleitung , wie das geht. BW | Ruchla Regina Chojnacki   | Pestalozzistraße 17 ·          | 8. Mai 2024   | HIER WOHNTE RUCHLA REGINA CHOJNACKI GEB. GENESLAW JG. 1891 'POLENAKTION' 1938 1939 GHETTO LODZ 1942 CHELMnO/KULMHOF ERMORDET APRIL 1942              |                                                |
| Bild gesucht Die Wikipedia wünscht sich an dieser Stelle ein Bild vom hier behandelten Ort. Falls du dabei helfen möchtest, erklärt die Anleitung , wie das geht. BW | Lena Chojnacki            | Pestalozzistraße 17 ·          | 8. Mai 2024   | HIER WOHNTE LENA CHOJNACKI JG. 1913 'POLENAKTION' 1938 1942 CHELMNO / KULMHOF ERMORDET APRIL 1942                                                    |                                                |
| Bild gesucht Die Wikipedia wünscht sich an dieser Stelle ein Bild vom hier behandelten Ort. Falls du dabei helfen möchtest, erklärt die Anleitung , wie das geht. BW | Elsa Chojnacki            | Pestalozzistraße 17 ·          | 8. Mai 2024   | HIER WOHNTE ELSA CHOJNACKI JG. 1916 'POLENAKTION' 1938 1942 CHELMNO / KULMHOF ERMORDET APRIL 1942                                                    |                                                |
| Bild gesucht Die Wikipedia wünscht sich an dieser Stelle ein Bild vom hier behandelten Ort. Falls du dabei helfen möchtest, erklärt die Anleitung , wie das geht. BW | Gertrud Genesel Chojnacki | Pestalozzistraße 17 ·          | 8. Mai 2024   | HIER WOHNTE GERTRUD GENESEL CHOJNACKI VERH. REIKH JG. 1918 GEDEMÜTIGT/ENTRECHTET FLUCHT 1939 PALÄSTINA                                               |                                                |
| Bild gesucht Die Wikipedia wünscht sich an dieser Stelle ein Bild vom hier behandelten Ort. Falls du dabei helfen möchtest, erklärt die Anleitung , wie das geht. BW | Josef Leser Chojnacki     | Pestalozzistraße 17 ·          | 8. Mai 2024   | HIER WOHNTE JOSEF LESER CHOJNACKI JOSEF OREN JG. 1920 GEDEMÜTIGT/ENTRECHTET FLUCHT 1936 PALÄSTINA                                                    |                                                |
| Bild gesucht Die Wikipedia wünscht sich an dieser Stelle ein Bild vom hier behandelten Ort. Falls du dabei helfen möchtest, erklärt die Anleitung , wie das geht. BW | Abraham Pinkas Chojnacki  | Pestalozzistraße 17 ·          | 8. Mai 2024   | HIER WOHNTE ABRAHAM PINKAS CHOJNACKI JG. 1924 'POLENAKTION' 1938 1939 GHETTO LODZ ERMORDET 20.3.1941                                                 |                                                |
| | Max Pippig                | Rosa-Luxemburg-Straße 11 ·     | 15. Juli 2013 | HIER WOHNTE MAX PIPPIG JG. 1876 IM WIDERSTAND / ROTE HILFE SEIT 1933 MEHRMALS 'SCHUTZHAFT' 1944 AKTION GITTER SACHSENHAUSEN ERMORDET 1945            |                                                |

## Verlegungen
- 15. Juli 2013[1]
- 8. Mai 2024[2]